# Befähigung zum Richteramt
Eine Person mit Befähigung zum Richteramt (umgangssprachlich auch „Volljurist“ genannt) ist in Deutschland, wer ein rechtswissenschaftliches Studium an einer Universität mit der ersten Prüfung und einen anschließenden Vorbereitungsdienst (Rechtsreferendariat) mit der zweiten Staatsprüfung erfolgreich abgeschlossen hat (§ 5 Abs. 1 DRiG) oder ordentlicher Professor der Rechtswissenschaft an einer deutschen Universität ist (§ 7 Abs. 1 DRiG). Ordentlicher Professor im Sinne des Deutschen Richtergesetzes ist nur der Inhaber einer W-3-Professur. Ordentliche Professoren, die das zweite Staatsexamen nicht absolviert haben, sind selten. Beispielhaft sind Luís Greco und Karl Larenz genannt.

## Voraussetzungen für Berufe
Die Befähigung zum Richteramt ist Voraussetzung, um die typischen Berufe eines Juristen wie Richter – grundsätzlich einschließlich der Richter des Bundesverfassungsgerichts – Staatsanwalt, Rechtsanwalt oder Notar ausüben zu dürfen. Wer die Befähigung zum Richteramt hat, hat auch die Laufbahnbefähigung für den höheren nichttechnischen Verwaltungsdienst und verfügt über die praktische Sachkunde, die eine der Voraussetzungen für die Registrierung im Rechtsdienstleistungsregister ist.
Für bestimmte Ämter des höheren Dienstes ist die Befähigung zum Richteramt gefordert. Der Vorsitzende der G 10-Kommission sowie der Präsident oder der Vizepräsident des Bundesrechnungshofes müssen die Befähigung zum Richteramt besitzen.

## Sonstiges
Nach den Bestimmungen der Justizausbildungsgesetze der Länder darf durch das Bestehen der zweiten Staatsprüfung, welche zum Richteramt befähigt, in der Regel auch die Bezeichnung „Assessor“ oder „Rechtsassessor“, abgekürzt Ass. jur., geführt werden.
Personen mit Befähigung zum Richteramt dürfen unentgeltliche Rechtsdienstleistungen außerhalb familiärer, nachbarschaftlicher oder ähnlich enger persönlicher Beziehungen erbringen oder diese anleiten. Von Bedeutung ist dies z. B. für die studentische Rechtsberatung in Deutschland.
Der Vorbereitungsdienst findet nach Maßgabe des jeweiligen Landesrechts entweder ausnahmslos in einem öffentlich-rechtlichen Ausbildungsverhältnis statt oder grundsätzlich (Hessen) oder wahlweise (Mecklenburg-Vorpommern, Sachsen, und Thüringen) im Beamtenverhältnis auf Widerruf (Stand: April 2025).